# Mauricio Álvarez de las Asturias-Bohorques y Ponce de León

Mauricio Álvarez de las Asturias-Bohorques y Ponce de León (Jerez de la Frontera, Cádiz, 4 de noviembre de 1864-24 de febrero de 1930), IV duque de Gor, fue el primer español en participar en unos Juegos Olímpicos al disputar las competiciones de espada, sable y florete en los Juegos Olímpicos de París 1900.
Era hijo de Nicolás Álvarez de las Asturias Bohorques y Guiráldez. El 28 de junio de 1882 sucedió a su tío Mauricio Álvarez de la Asturias Bohorques como IV duque de Gor, IX marqués de los Trujillos y X conde de Canillas de los Toneros de Enríquez. Fue además gran cruz de Carlos III y gentilhombre de cámara con ejercicio del rey.
Contrajo matrimonio el 22 de septiembre de 1892 con la peruana Rosa de Goyeneche y la Puente, hija de Juan Mariano de Goyeneche, III conde de Guaqui, y Juana de la Puente y del Risco, VII marquesa de Villafuerte. La pareja tuvo cinco hijos entre ellos José, X marqués de los Trujillos, campeón de hípica en los Juegos Olímpicos de Ámsterdam 1928.